# Angely
Angely é uma comuna francesa na região administrativa de Borgonha-Franco-Condado, no departamento de Yonne. Estende-se por uma área de 8,43 km². Em 2010 a comuna tinha 164 habitantes (densidade: 19,5 hab./km²).